# Ragionídeos
Ragionídeos (Rhagionidae) é uma pequena família de moscas.
Recebe esse nome devido à semelhança de sua probóscide frequentemente proeminente com o bico de uma narceja.

## Descrição
As moscas Rhagionidae são animais de tamanho médio a grande, com corpos esguios e pernas semelhantes a pernas de pau. os aparelhos bucais são adaptados para perfurar, e muitas espécies são hematófagas na fase adulta, enquanto outras são predadoras de outros insetos. Geralmente, são moscas marrons e amarelas, sem cerdas. As larvas também são predadoras e, em sua maioria, são terrestres, embora algumas sejam aquáticas.
As moscas do gênero Rhagio [en] são às vezes chamadas de moscas "olhadoras para baixo" devido ao hábito de pousar com a cabeça para baixo em troncos de árvores.

## Classificação

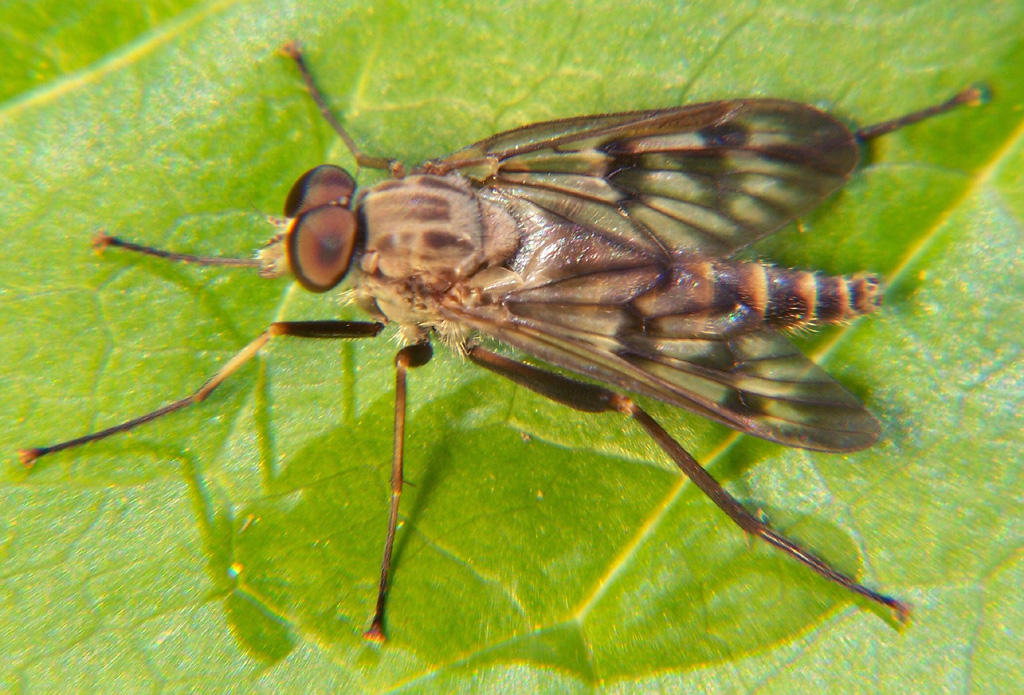
en mosca "olhadora para baixo"

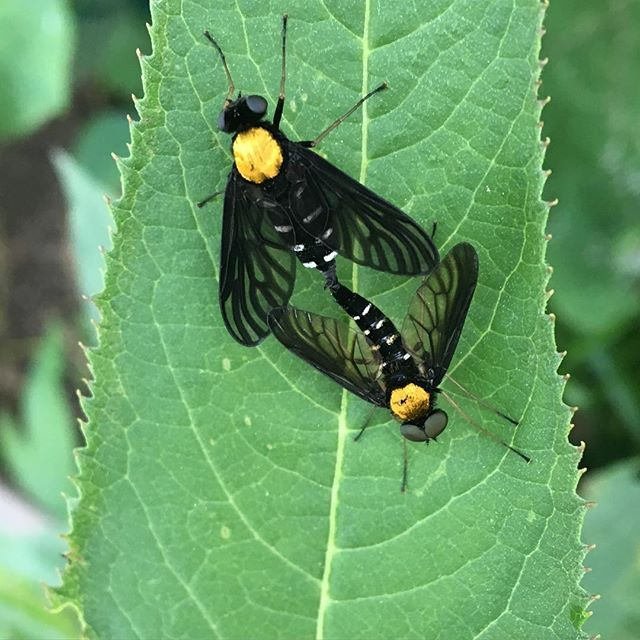
en acasalando - Fêmea (acima) e Macho (abaixo)

A família está contida na subordem Brachycera e na infraordem Tabanomorpha [en], e vários de seus grupos constituintes foram recentemente elevados ao status de família. Atherix [en] (e gêneros relacionados) agora compõem a família Athericidae [en], Vermileo [en] (e gêneros relacionados) compõem a família Vermileonidae [en], e os gêneros Austroleptis [en] e Bolbomyia [en] são agora os únicos membros de suas próprias famílias (Austroleptidae [en] e Bolbomyiidae [en]).

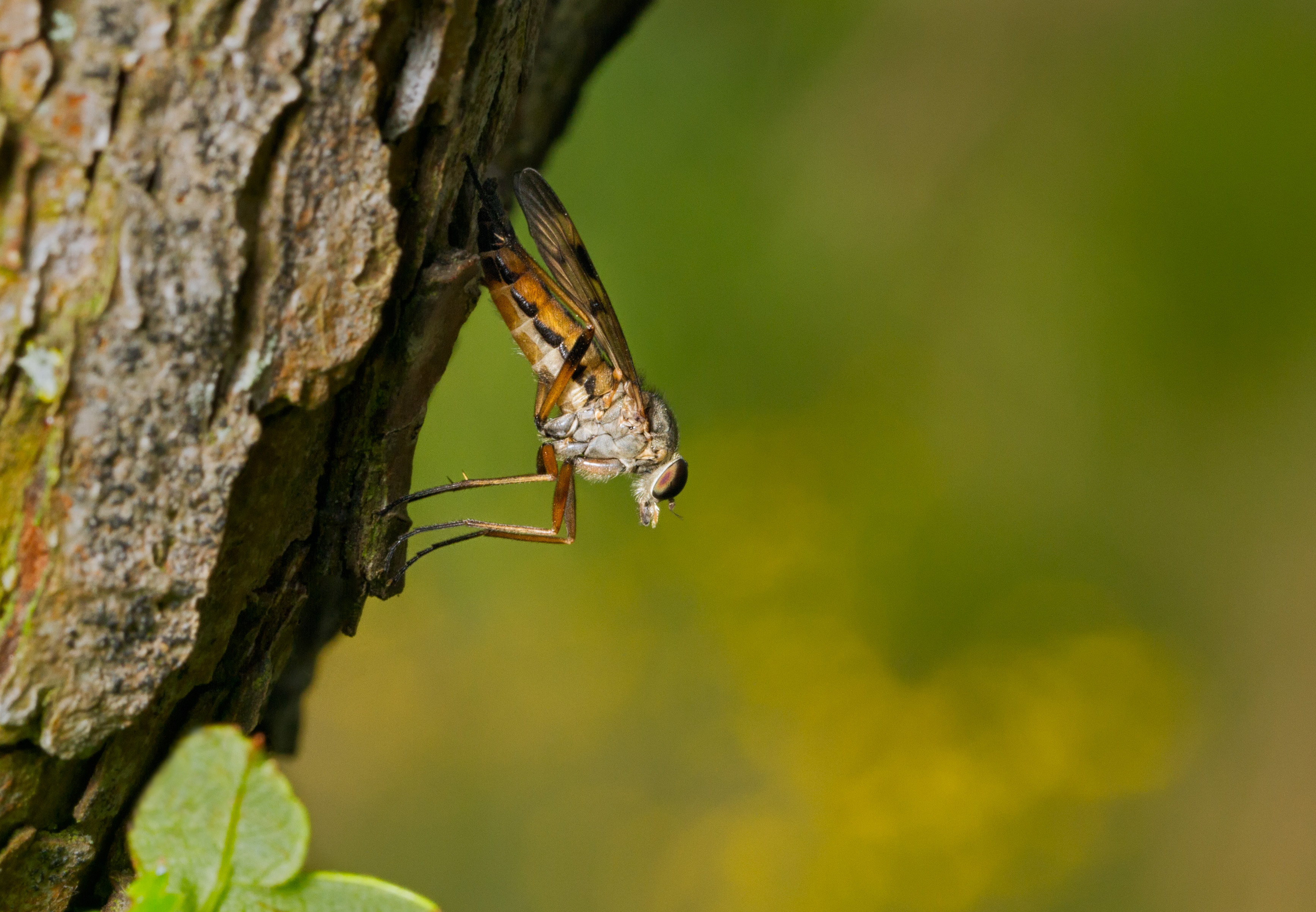
en exibindo seu comportamento de "olhadora para baixo"

## Lista de subfamílias e gêneros
Arthrocerinae [en] Williston, 1886
- Arthroceras [en] Williston, 1886[6] - Neártico, Paleártico

Chrysopilinae Bezzi [en], 1903
- Chrysopilus [en] Macquart, 1826[8] - Neártico, Paleártico, Afro-tropical, Neotropical, Indomalásia

- Schizella [en] Bezzi [en], 1926[9] - Filipinas

- Stylospania [en] Frey [en], 1954[10] - Filipinas

Rhagioninae [en] Latreille, 1802
- Arthroteles [en] Bezzi [en], 1926[11] - Afro-tropical

- Atherimorpha [en] White, 1914[12] - Australásia, Neotropical, Afro-tropical

- Desmomyia [en] Brunetti, 1912[13] - Paleártico, Indomalásia

- Rhagio [en] Fabricius, 1775[14] - Neártico, Paleártico

- Sierramyia Kerr, 2010 [5] - Neártico/Neotropical

Spaniinae [en] Frey [en], 1954
- Litoleptis [en] Chillcott, 1963[15] - Neártico, Indomalásia, Neotropical

- Omphalophora [en] Becker [en], 1900[16] - Paleártico, Neártico

- †Palaeoarthroteles Kovalev & Mostovski, 1997[17]

- Ptiolina [en] Staeger [en] em Zetterstedt, 1842[18] - Neártico, Paleártico

- Spania [en] Meigen, 1830[19] - Neártico, Paleártico

- Spaniopsis [en] White, 1914[12] - Australásia

- Symphoromyia [en] Frauenfeld, 1867[20] - Neártico, Paleártico

- Alloleptis [en] Nagatomi & Saigusa em Nagatomi, 1982[21] - Celebes